# Тензор модулів пружності
Тензор модулів пружності або тензор пружності - тензор четвертого рангу {\displaystyle c_{iklm}}, який зв'язує між собою 
тензор механічних напружень {\displaystyle \sigma _{ik}} і тензор деформації {\displaystyle \varepsilon _{lm}} в законі Гука
{\displaystyle \sigma _{ik}=\sum _{lm}c_{iklm}\varepsilon _{lm}}.

## Симетрія
Загалом тензор четвертого рангу має 81 компоненту. Однак, кількість  незалежних компонент зменшується завдяки симетричності тензора 
пружності. 
Тензор пружності симетричний відносно перестановки перших двох індексів завдяки симетричності тензора механічних напружень
{\displaystyle c_{iklm}=c_{kilm}}.

Тензор пружності симетричний відносно перестановки останніх двох індексів завдяки симетричності тензора деформації
{\displaystyle c_{iklm}=c_{ikml}}.
Тензор пружності симетричний також відносно переставляння  пар індексів
{\displaystyle c_{iklm}=c_{lmik}}.
Таким чином максимальне число незалежних компонентів дорівнює 21. 
Симетрія середовища накладає додаткові умови симетрії. Наприклад, для 
ізотропного середовища кількість незалежних компонентів дорівнює двом: це модуль Юнга й модуль зсуву.